# Diocesi episcopale delle Hawaii
La diocesi delle Hawaii (in latino: Dioecesis de Havaii) è una sede della Chiesa Episcopale situata nella regione ecclesiastica Provincia 8. Nel 2010 contava 6.871 battezzati. È attualmente retta dal vescovo Robert Fitzpatrick.

## Territorio
La diocesi comprende l'intero stato delle Hawaii, negli Stati Uniti.
Sede vescovile è la città di Honolulu, dove si trova la Cattedrale di Sant'Andrea (Cathedral Church of Saint Andrew).
Il territorio si estende su 28.311 km ed è suddiviso in 51 parrocchie.

## Storia
La giurisdizione territoriale della Diocesi delle Hawaii è stata tracciata fino a episcopaliani americani dopo il rovesciamento della regina Liliuokalani delle Hawaii, capo della Chiesa delle Hawaii. La Chiesa di Hawaii, chiamata anche Chiesa Riformata Cattolica delle Hawaii, venne fondato da Kamehameha IV delle Hawaii e dalla regina Emma nel 1862. Il re e la regina, amici della regina Vittoria del Regno Unito, erano fedeli devoti della Chiesa anglicana ed è infatti tradizione ricordare il 28 novembre i due regnanti per gli Episcopaliani.

## Cronotassi dei vescovi
- Thomas Nettleship Staley (1862 - 1870)
- Alfred Willis (1870 - 1902) [British]; sposato con Emma Mary Simeon, figlia di Charles Simeon[1]
- Henry Bond Restarick (1902 - 1920)
- John Dominique LaMothe (1921 - 1928)
- Samuel Harrington Littell (1928 - 1943)
- Harry Sherbourne Kennedy (1944 - 1966)
- E. Lani Hanchett (1967 - 1975)
- Edmond L. Browning (1976 - 1984)
- Donald P. Hart (1985 - 1996)
- Richard S. O. Chang (1997 - 2006)
- Robert L. Fitzpatrick, dal 2007[2]